# Johann Prokop Mayer

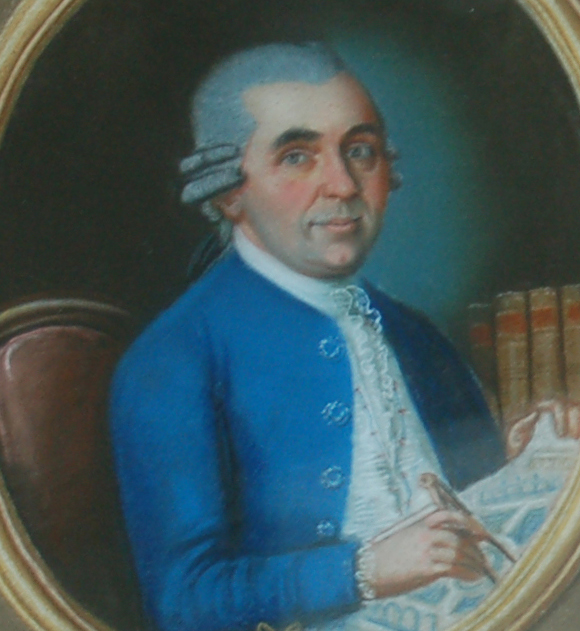
Johann Prokop Mayer

Johann Prokop Mayer (* 2. Juli 1737 in Muncifaj, Böhmen, Habsburgermonarchie; † 25. Juli 1804 in Würzburg) war ein Lust- und Blumengärtner sowie Pomologe. In fürstbischöflich Würzburgischen Diensten schuf er den Hofgarten der Würzburger Residenz.

## Leben
Nach drei Lehrjahren in Prag zog Mayer ab 1755 als Wandergeselle durch Deutschland, Österreich, Frankreich, Holland und England. In den Jahren 1760/61 arbeitete Mayer 15 Monate lang als Wandergeselle im Veitshöchheimer Hofgarten beim damaligen Hofgärtner Georg Joseph Ott.
Im Jahr 1770 übernahm er als Nachfolger von Johann Demeter das Amt des Hofgärtners beim Würzburger Fürstbischof Adam Friedrich von Seinsheim und behielt diese Anstellung bis zu seinem Tod. Hier erarbeitete er unter anderem bis 1779 die Pläne zur Neugestaltung des Hofgartens, die auch größtenteils umgesetzt wurden. Zeitgleich war er als Planer und Berater für Adelshäuser benachbarter Herrschaftsgebiete tätig und betrieb selbst eine Baumschule für Obstbäume.
Zwischen 1776 und 1801 veröffentlichte er sein dreibändiges Lehrbuch zur Obstsortenkunde Pomona Franconica mit den botanischen Buchillustrationen des Nürnbergers Wolfgang Adam. In seinem pomologischen Standardwerk beschrieb Mayer alle im Hofgarten kultivierten Obstsorten sowie seine langjährigen Erfahrungen in der Obstbaumzucht. Auf ganzseitigen Tafeln werden kunstvoll geschnittene Formobstbäume und auf handkolorierten Kupferstichen über 500 reife Früchte gezeigt. Zu diesem Buch veranstalteten im Jahr 2007 die Universitäts-Bibliothek Würzburg und das Martin von Wagner Museum gemeinsam mit der bayerischen Schlösserverwaltung eine Ausstellung in der Würzburger Residenz. Dadurch wurde ein Münchener Kunsthändler aufmerksam und vermittelte aus Privatbesitz ein Doppelporträt des Hofgärtners und seiner aus Gaibach stammenden Ehefrau Eleonora Winterstein, das das Martin-von-Wagner-Museum im Mai 2009 kaufte. Erst mit diesen Porträts kann ab Herbst 2009 erstmals ein Bildnis des Würzburger Hofgärtners der Öffentlichkeit gezeigt werden. Die beiden Pastelle aus dem Jahr 1786 wurden von dem aus Mähren stammenden Maler Peter Straßburger gemalt, der ab 1774 in Würzburg lebte. Die Porträts tragen auf der Rückseite die Signatur Mayering, woraus die Experten schließen, dass beide Porträts aus der Familie der jüngsten Tochter Mayers stammen.

## Veröffentlichungen
- Verzeichniß der Obstbäume von den besten, seltensten und meistgeschätzten Gattungen, welche in dem Hof- und Residenzgarten Seiner Hochfürstl. Gnaden des Hochwürdigsten Fürsten und Bischofen zu Bamberg und Wirzburg, …unter der Aufsicht des dasigen Hofgärtners dermalen gezogen werden … Samt einer Beschreibung sowohl der Bäume als Früchten, und Anzeige der beyläufigen Zeit ihrer Reifwerdung  = Catalogue des arbres à fruits les plus éxcéllents, les plus rares, les plus éstimés, qui se cultivent actuellement dans le jardin de la cour sous la direction du jardinier de la cour, Wirzburg: Johann Mayer; Nitribitt, 1774.
- POMONA FRANCONICA oder natürliche Abbildung und Beschreibung der besten und vorzüglichsten Europäischen Gattungen der Obstbäume und Früchte, welche in dem Hochfürstlichen Hofgarten zu Würzburg gezogen werden, I-III, Verlag Winterschmidt, Nürnberg 1776–1801
- Verzeichniß der in- und ausländischen Gewächse an Blumen, Stauden, Sträuchern und Bäumen, welche sich dermalen im hiesigen Hochfürstlichen Hof- und Residenzgarten vorfinden, uns sowohl im freyen, als in Glas- und Treibhäusern gezogen, und verwahrt werden: Zur Bequemlichkeit und Erinnerung der ..., Sartorius, Würzburg 1786
- Verzeichniß der Obstbäume von den besten Gattungen, welche dermalen bey Johann Meyer, Hofgärtner zu Würzburg zu haben sind = Catalogue des arbres-fruitiers des meilleures especes qui se trouvent chez Jean Mayer, jardinier de la cour a Wirzbourg , Sartorius, Würzburg 1792